# Campionati del mondo di atletica leggera indoor 2025
I Campionati del mondo di atletica leggera indoor 2025 (in inglese 20th World Athletics Indoor Championships) sono stati la 20ª edizione dei campionati del mondo di atletica leggera indoor. La competizione si è svolta tra il 21 e il 23 marzo presso il Cube nel Nanjing Youth Olympic Sports Park di Nanchino, in Cina. La Cina ha ospitato per la prima volta questa manifestazione internazionale.
L'evento si sarebbe dovuto svolgere dal 13 al 15 marzo 2020, ma è stato posticipato in un primo momento all'anno successivo a causa del diffondersi della pandemia di COVID-19. Nel dicembre 2020 la World Athletics ha deciso per un ulteriore rinvio della competizione al 17-19 marzo 2023; Il 1º settembre 2022 ha nuovamente posticipato l'evento, rinviandolo al marzo 2025.

## Criteri di partecipazione
Il periodo di qualificazione per tutti gli eventi andava dal 1° settembre 2024 al 9 marzo 2025 (mezzanotte, ora di Monaco). Gli atleti potevano qualificarsi in tre modi diversi:
- Raggiungendo l'Entry Standard entro il periodo di qualificazione
- Tramite una wildcard World Indoor Tour
- In virtù della loro posizione nella classifica mondiale al 9 marzo 2025 per completare, ove necessario, il numero target di atleti in ogni evento.

In totale non sono stati invitati più di due atleti maschi e due femmine di ogni Paese membro della World Athletics, eccezion fatta per i vincitori del World Indoor Tour, la cui wildcard fungeva di fatto da terzo slot per atleti.

## Nazioni partecipanti
Hanno preso parte a questi campionati 576 atleti da 127 dei paesi membri della World Athletics.
- Algeria (1)
- Angola (1)
- Antigua e Barbuda (1)
- Argentina (1)
- Armenia (1)
- Australia (22)
- Austria (2)
- Bahamas (5)
- Bangladesh (1)
- Barbados (4)
- Belgio (4)
- Benin (1)
- Bolivia (1)
- Brasile (17)
- Bulgaria (3)
- Burkina Faso (2)
- Canada (14)
- Cile (2)
- Cina (35)
- Cipro (1)
- Corea del Sud (1)
- Costa d'Avorio (2)
- Croazia (2)
- Cuba (3)
- Danimarca (2)
- Dominica (1)
- Egitto (3)
- El Salvador (1)
- Eritrea (1)
- Estonia (6)
- eSwatini (1)
- Etiopia (13)
- Figi (1)
- Filippine (1)
- Finlandia (5)
- Francia (11)
- Germania (8)
- Ghana (2)
- Gran Bretagna (13)
- Grecia (5)
- Guam (1)
- Guyana (1)
- Honduras (1)
- Hong Kong (1)
- India (1)
- Iran (1)
- Iraq (1)
- Irlanda (7)
- Isole Cook (1)
- Isole Marianne Settentrionali (1)
- Isole Salomone (1)
- Isole Vergini Americane (1)
- Isole Vergini Britanniche (2)
- Israele (2)
- Italia (23)
- Giamaica (23)
- Giappone (13)
- Kenya (10)
- Kiribati (1)
- Kirghizistan (1)
- Kuwait (2)
- Laos (1)
- Lettonia (3)
- Liberia (1)
- Lituania (2)
- Lussemburgo (2)
- Macao (1)
- Madagascar (1)
- Malta (1)
- Maldive (1)
- Mali (1)
- Marocco (3)
- Mauritius (1)
- Messico (1)
- Micronesia (1)
- Mozambico (1)
- Namibia (1)
- Nauru (1)
- Nepal (1)
- Niger (1)
- Nigeria (10)
- Norvegia (4)
- Nuova Zelanda (11)
- Oman (1)
- Paesi Bassi (6)
- Papua Nuova Guinea (1)
- Paraguay (1)
- Perù (1)
- Polinesia francese (1)
- Polonia (14)
- Portogallo (7)
- Porto Rico (3)
- Qatar (1)
- Rep. Ceca (10)
- Rep. del Congo (1)
- Romania (5)
- Ruanda (1)
- Saint Lucia (1)
- Saint Vincent e Grenadine (1)
- Samoa (1)
- Senegal (1)
- Serbia (6)
- Seychelles (1)
- Singapore (1)
- Slovacchia (5)
- Slovenia (1)
- Spagna (13)
- Sri Lanka (3)
- Stati Uniti (56)
- Sudafrica (5)
- Svezia (11)
- Svizzera (13)
- Tagikistan (1)
- Taipei cinese (1)
- Tanzania (1)
- Tonga (1)
- Trinidad e Tobago (2)
- Turchia (4)
- Turkmenistan (1)
- Ucraina (7)
- Uganda (2)
- Ungheria (13)
- Uruguay (1)
- Uzbekistan (1)
- Vanuatu (1)
- Zimbabwe (1)

## Calendario
| Data             | 21 marzo | 21 marzo | 22 marzo | 22 marzo | 23 marzo | 23 marzo |
| Evento           |          |          |          |          |          |          |
| ---------------- | -------- | -------- | -------- | -------- | -------- | -------- |
| 60 m             | B        | SF F     |          |          |          |          |
| 400 m            | B        | SF       |          | F        |          |          |
| 800 m            | B        |          | SF       |          |          | F        |
| 1 500 m          |          | B        |          |          |          | F        |
| 3 000 m          |          |          |          | F        |          |          |
| 60 m hs          |          |          | B        | SF F     |          |          |
| Salto in alto    |          | F        |          |          |          |          |
| Salto con l'asta |          |          |          | F        |          |          |
| Salto in lungo   |          |          |          |          |          | F        |
| Salto triplo     | F        |          |          |          |          |          |
| Getto del peso   |          |          |          |          |          | F        |
| Eptathlon        |          |          | F        | F        | F        | F        |
| 4×400 m          |          |          |          |          |          | F        |

| P | Batterie preliminari | B | Batterie | Q | Qualificazioni | SF | Semifinali | F | Finale |

| Data             | 21 marzo | 21 marzo | 22 marzo | 22 marzo | 23 marzo | 23 marzo |
| Evento           |          |          |          |          |          |          |
| ---------------- | -------- | -------- | -------- | -------- | -------- | -------- |
| 60 m             |          |          | B        | SF F     |          |          |
| 400 m            |          | SF       |          | F        |          |          |
| 800 m            | B        |          | SF       |          |          | F        |
| 1 500 m          |          | B        |          |          |          | F        |
| 3 000 m          |          |          |          | F        |          |          |
| 60 m hs          |          |          |          |          | B        | SF F     |
| Salto in alto    |          |          |          |          | F        |          |
| Salto con l'asta |          |          | F        |          |          |          |
| Salto in lungo   |          |          |          |          |          | F        |
| Salto triplo     |          |          |          | F        |          |          |
| Getto del peso   |          | F        |          |          |          |          |
| Pentathlon       | F        | F        |          |          |          |          |
| 4×400 m          |          |          |          |          |          | F        |

## Medagliati

### Uomini
| Specialità | Oro                                                                      | Prestazione | Argento                                                                  | Prestazione | Bronzo                                                               | Prestazione |
| Corse piane |                                                                          |             |                                                                          |             |                                                                      |             |
| 60 m (dettagli) | Jeremiah Azu                                                             | 6"49        | Lachlan Kennedy                                                          | 6"50        | Akani Simbine                                                        | 6"54        |
| 400 m (dettagli) | Christopher Bailey                                                       | 45"08       | Brian Faust                                                              | 45"47       | Jacory Patterson                                                     | 45"54       |
| 800 m (dettagli) | Josh Hoey                                                                | 1'44"77     | Eliott Crestan                                                           | 1'44"81     | Josué Canales                                                        | 1'45"03     |
| 1 500 m (dettagli) | Jakob Ingebrigtsen                                                       | 3'38"79     | Neil Gourley                                                             | 3'39"07     | Luke Houser                                                          | 3'39"17     |
| 3 000 m (dettagli) | Jakob Ingebrigtsen                                                       | 7'46"09     | Berihu Aregawi                                                           | 7'46"25     | Ky Robinson                                                          | 7'47"09     |
| Corse a ostacoli |                                                                          |             |                                                                          |             |                                                                      |             |
| 60 m hs (dettagli) | Grant Holloway                                                           | 7"42        | Wilhem Belocian                                                          | 7"54        | Liu Junxi                                                            | 7"55        |
| Salti |                                                                          |             |                                                                          |             |                                                                      |             |
| Salto in alto (dettagli) | Sanghyeok Woo                                                            | 2,31 m      | Hamish Kerr                                                              | 2,28 m      | Raymond Richards                                                     | 2,28 m      |
| Salto con l'asta (dettagli) | Armand Duplantis                                                         | 6,15 m      | Emmanouīl Karalīs                                                        | 6,05 m      | Sam Kendricks                                                        | 5,90 m      |
| Salto in lungo (dettagli) | Mattia Furlani                                                           | 8,30 m      | Wayne Pinnock                                                            | 8,29 m      | Liam Adcock                                                          | 8,28 m      |
| Salto triplo (dettagli) | Andy Díaz                                                                | 17,80 m     | Yaming Zhu                                                               | 17,33 m     | Hugues Fabrice Zango                                                 | 17,15 m     |
| Lanci |                                                                          |             |                                                                          |             |                                                                      |             |
| Getto del peso (dettagli) | Tomas Walsh                                                              | 21,65 m     | Roger Steen                                                              | 21,62 m     | Adrian Piperi                                                        | 21,48 m     |
| Prove multiple |                                                                          |             |                                                                          |             |                                                                      |             |
| Eptathlon (dettagli) | Sander Skotheim                                                          | 6475 p.     | Johannes Erm                                                             | 6437 p.     | Till Steinforth                                                      | 6275 p.     |
| Staffette |                                                                          |             |                                                                          |             |                                                                      |             |
| Staffetta 4×400 m (dettagli) | Stati Uniti Elija Godwin Brian Faust Jacory Patterson Christopher Bailey | 3'03"13     | Giamaica Rusheen McDonald Jasauna Dennis Kimar Farquharson Demar Francis | 3'05"05     | Ungheria Patrik Simon Enyingi Zoltán Wahl Árpád Kovács Attila Molnár | 3'06"03     |
| record mondiale; record mondiale stagionale; record africano; record asiatico; record europeo; record nord-centroamericano e caraibico; record sudamericano; record oceaniano; record dei campionati; record nazionale; record personale; record personale stagionale. |                                                                          |             |                                                                          |             |                                                                      |             |

### Donne
| Specialità | Oro                                                               | Prestazione | Argento                                                                    | Prestazione | Bronzo                                                          | Prestazione |
| Corse piane |                                                                   |             |                                                                            |             |                                                                 |             |
| 60 m (dettagli) | Mujinga Kambundji                                                 | 7"04        | Zaynab Dosso                                                               | 7"06        | Patrizia van der Weken                                          | 7"07        |
| 400 m (dettagli) | Amber Anning                                                      | 50"60       | Alexis Holmes                                                              | 50"63       | Henriette Jæger                                                 | 50"92       |
| 800 m (dettagli) | Prudence Sekgodiso                                                | 1'58"40     | Nigist Getachew                                                            | 1'59"63     | Patricia Silva                                                  | 1'59"80     |
| 1 500 m (dettagli) | Gudaf Tsegay                                                      | 3'54"96     | Diribe Welteji                                                             | 3'59"30     | Georgia Bell                                                    | 3'59"84     |
| 3 000 m (dettagli) | Freweyni Hailu                                                    | 8'37"21     | Shelby Houlihan                                                            | 8'38"26     | Jessica Hull                                                    | 8'38"28     |
| Corse a ostacoli |                                                                   |             |                                                                            |             |                                                                 |             |
| 60 m hs (dettagli) | Devynne Charlton                                                  | 7"72        | Ditaji Kambundji                                                           | 7"73        | Ackera Nugent                                                   | 7"74        |
| Salti |                                                                   |             |                                                                            |             |                                                                 |             |
| Salto in alto (dettagli) | Nicola Olyslagers                                                 | 1,97 m      | Eleanor Patterson                                                          | 1,97 m      | Jaroslava Mahučich                                              | 1,95 m      |
| Salto con l'asta (dettagli) | Marie-Julie Bonnin                                                | 4,75 m      | Tina Šutej                                                                 | 4,70 m      | Angelica Moser                                                  | 4,70 m      |
| Salto in lungo (dettagli) | Claire Bryant                                                     | 6,96 m      | Annik Kälin                                                                | 6,83 m      | Fátima Diame                                                    | 6,72 m      |
| Salto triplo (dettagli) | Leyanis Pérez Hernández                                           | 14,93 m     | Liadagmis Povea                                                            | 14,57 m     | Ana Peleteiro-Compaoré                                          | 14,29 m     |
| Lanci |                                                                   |             |                                                                            |             |                                                                 |             |
| Getto del peso (dettagli) | Sarah Mitton                                                      | 20,48 m     | Jessica Schilder                                                           | 20,07 m     | Chase Jackson                                                   | 20,06 m     |
| Prove multiple |                                                                   |             |                                                                            |             |                                                                 |             |
| Pentathlon (dettagli) | Saga Vanninen                                                     | 4821 p.     | Kate O'Connor                                                              | 4742 p.     | Taliyah Brooks                                                  | 4669 p.     |
| Staffette |                                                                   |             |                                                                            |             |                                                                 |             |
| Staffetta 4×400 m (dettagli) | Stati Uniti Quanera Hayes Bailey Lear Rosey Effiong Alexis Holmes | 3'27"45     | Polonia Justyna Święty-Ersetic Aleksandra Formella Anastazja Kuś Anna Gryc | 3'32"05     | Australia Ellie Beer Ella Connolly Bella Pasquali Jemma Pollard | 3'32"65     |
| record mondiale; record mondiale stagionale; record africano; record asiatico; record europeo; record nord-centroamericano e caraibico; record sudamericano; record oceaniano; record dei campionati; record nazionale; record personale; record personale stagionale. |                                                                   |             |                                                                            |             |                                                                 |             |

## Medagliere
| Pos.   | Nazione       | Oro | Argento | Bronzo | Totale |
| ------ | ------------- | --- | ------- | ------ | ------ |
| 1      | Stati Uniti   | 6   | 4       | 6      | 16     |
| 2      | Norvegia      | 3   | 0       | 1      | 4      |
| 3      | Etiopia       | 2   | 3       | 0      | 5      |
| 4      | Gran Bretagna | 2   | 1       | 1      | 4      |
| 5      | Italia        | 2   | 1       | 0      | 3      |
| 6      | Australia     | 1   | 2       | 4      | 7      |
| 7      | Svizzera      | 1   | 2       | 1      | 4      |
| 8      | Cuba          | 1   | 1       | 0      | 2      |
| 8      | Francia       | 1   | 1       | 0      | 2      |
| 8      | Nuova Zelanda | 1   | 1       | 0      | 2      |
| 11     | Sudafrica     | 1   | 0       | 1      | 2      |
| 12     | Bahamas       | 1   | 0       | 0      | 1      |
| 12     | Canada        | 1   | 0       | 0      | 1      |
| 12     | Finlandia     | 1   | 0       | 0      | 1      |
| 12     | Corea del Sud | 1   | 0       | 0      | 1      |
| 12     | Svezia        | 1   | 0       | 0      | 1      |
| 17     | Giamaica      | 0   | 2       | 2      | 4      |
| 18     | Cina          | 0   | 1       | 1      | 2      |
| 19     | Belgio        | 0   | 1       | 0      | 1      |
| 19     | Estonia       | 0   | 1       | 0      | 1      |
| 19     | Grecia        | 0   | 1       | 0      | 1      |
| 19     | Irlanda       | 0   | 1       | 0      | 1      |
| 19     | Paesi Bassi   | 0   | 1       | 0      | 1      |
| 19     | Polonia       | 0   | 1       | 0      | 1      |
| 19     | Slovenia      | 0   | 1       | 0      | 1      |
| 26     | Spagna        | 0   | 0       | 3      | 3      |
| 27     | Burkina Faso  | 0   | 0       | 1      | 1      |
| 27     | Germania      | 0   | 0       | 1      | 1      |
| 27     | Ungheria      | 0   | 0       | 1      | 1      |
| 27     | Lussemburgo   | 0   | 0       | 1      | 1      |
| 27     | Portogallo    | 0   | 0       | 1      | 1      |
| 27     | Ucraina       | 0   | 0       | 1      | 1      |
| Totale | Totale        | 26  | 26      | 26     | 78     |

## Classifica a punti
La classifica a punti prevede, per ogni gara, l'assegnazione di 8 punti al primo classificato, 7 punti al secondo classificato e così via fino all'ottavo classificato, che riceve un solo punto. La somma dei punti forma la classifica.
| Pos. | Nazione       | Oro | Argento | Bronzo | 4º | 5º | 6º | 7º | 8º | Totale |
| ---- | ------------- | --- | ------- | ------ | -- | -- | -- | -- | -- | ------ |
| 1    | Stati Uniti   | 6   | 4       | 6      | 4  | 6  | 3  | 4  | 2  | 175    |
| 2    | Australia     | 1   | 2       | 4      | 1  | 1  | 0  | 0  | 0  | 55     |
| 3    | Etiopia       | 2   | 3       | 0      | 0  | 1  | 1  | 0  | 0  | 44     |
| 3    | Cina          | 0   | 1       | 1      | 3  | 2  | 1  | 1  | 3  | 44     |
| 5    | Italia        | 2   | 1       | 0      | 2  | 0  | 1  | 2  | 2  | 42     |
| 6    | Giamaica      | 0   | 2       | 2      | 1  | 1  | 1  | 1  | 1  | 41     |
| 7    | Gran Bretagna | 2   | 1       | 1      | 1  | 1  | 0  | 0  | 0  | 38     |
| 8    | Svizzera      | 1   | 2       | 1      | 1  | 0  | 0  | 0  | 0  | 33     |
| 9    | Norvegia      | 3   | 0       | 1      | 0  | 0  | 0  | 1  | 0  | 32     |
| 10   | Polonia       | 0   | 1       | 0      | 2  | 2  | 0  | 1  | 0  | 27     |
| 11   | Spagna        | 0   | 0       | 3      | 0  | 0  | 1  | 1  | 1  | 24     |
| 11   | Svezia        | 1   | 0       | 0      | 1  | 2  | 1  | 0  | 0  | 24     |
| 13   | Germania      | 0   | 0       | 1      | 1  | 0  | 2  | 1  | 2  | 21     |
| 14   | Paesi Bassi   | 0   | 1       | 0      | 2  | 0  | 1  | 0  | 0  | 20     |
| 15   | Nuova Zelanda | 1   | 1       | 0      | 0  | 0  | 1  | 0  | 0  | 18     |
| 16   | Francia       | 1   | 1       | 0      | 0  | 0  | 0  | 1  | 0  | 17     |
| 16   | Portogallo    | 0   | 0       | 1      | 1  | 0  | 1  | 0  | 3  | 17     |
| 18   | Cuba          | 1   | 1       | 0      | 0  | 0  | 0  | 0  | 0  | 15     |
| 18   | Ungheria      | 0   | 0       | 1      | 1  | 0  | 1  | 0  | 1  | 15     |
| 20   | Sudafrica     | 1   | 0       | 1      | 0  | 0  | 0  | 0  | 0  | 14     |
| 21   | Irlanda       | 0   | 1       | 0      | 0  | 0  | 2  | 0  | 0  | 13     |
| 21   | Belgio        | 0   | 1       | 0      | 0  | 1  | 0  | 1  | 0  | 13     |
| 23   | Canada        | 1   | 0       | 0      | 0  | 1  | 0  | 0  | 0  | 12     |
| 24   | Bahamas       | 1   | 0       | 0      | 0  | 0  | 1  | 0  | 0  | 11     |
| 24   | Grecia        | 0   | 1       | 0      | 0  | 1  | 0  | 0  | 0  | 11     |
| 26   | Slovenia      | 0   | 1       | 0      | 0  | 0  | 1  | 0  | 0  | 10     |
| 26   | Ucraina       | 0   | 0       | 1      | 0  | 1  | 0  | 0  | 0  | 10     |
| 28   | Estonia       | 0   | 1       | 0      | 0  | 0  | 0  | 0  | 1  | 8      |
| 28   | Corea del Sud | 1   | 0       | 0      | 0  | 0  | 0  | 0  | 0  | 8      |
| 28   | Sri Lanka     | 0   | 0       | 0      | 0  | 2  | 0  | 0  | 0  | 8      |
| 28   | Rep. Ceca     | 0   | 0       | 0      | 0  | 2  | 0  | 0  | 0  | 8      |
| 28   | Finlandia     | 1   | 0       | 0      | 0  | 0  | 0  | 0  | 0  | 8      |
| 33   | Giappone      | 0   | 0       | 0      | 1  | 0  | 0  | 1  | 0  | 7      |
| 34   | Burkina Faso  | 0   | 0       | 1      | 0  | 0  | 0  | 0  | 0  | 6      |
| 34   | Lussemburgo   | 0   | 0       | 1      | 0  | 0  | 0  | 0  | 0  | 6      |
| 34   | Romania       | 0   | 0       | 0      | 0  | 1  | 0  | 1  | 0  | 6      |
| 34   | Kenya         | 0   | 0       | 0      | 0  | 1  | 0  | 0  | 2  | 6      |
| 34   | Brasile       | 0   | 0       | 0      | 0  | 0  | 2  | 0  | 0  | 6      |
| 39   | Bulgaria      | 0   | 0       | 0      | 1  | 0  | 0  | 0  | 0  | 5      |
| 39   | Dominica      | 0   | 0       | 0      | 1  | 0  | 0  | 0  | 0  | 5      |
| 39   | Serbia        | 0   | 0       | 0      | 1  | 0  | 0  | 0  | 0  | 5      |
| 39   | Cile          | 0   | 0       | 0      | 1  | 0  | 0  | 0  | 0  | 5      |
| 43   | Nigeria       | 0   | 0       | 0      | 0  | 1  | 0  | 0  | 0  | 4      |
| 44   | Uganda        | 0   | 0       | 0      | 0  | 0  | 1  | 0  | 0  | 3      |
| 44   | Turchia       | 0   | 0       | 0      | 0  | 0  | 1  | 0  | 0  | 3      |
| 46   | Austria       | 0   | 0       | 0      | 0  | 0  | 0  | 1  | 0  | 2      |
| 46   | Marocco       | 0   | 0       | 0      | 0  | 0  | 0  | 1  | 0  | 2      |
| 46   | Cipro         | 0   | 0       | 0      | 0  | 0  | 0  | 1  | 0  | 2      |
| 46   | Barbados      | 0   | 0       | 0      | 0  | 0  | 0  | 1  | 0  | 2      |
| 46   | Zimbabwe      | 0   | 0       | 0      | 0  | 0  | 0  | 1  | 0  | 2      |
| 51   | Israele       | 0   | 0       | 0      | 0  | 0  | 0  | 0  | 1  | 1      |
| 51   | Lettonia      | 0   | 0       | 0      | 0  | 0  | 0  | 0  | 1  | 1      |